# Panjowie
Panjowie – w mitologii indyjskiej demony, które ukradły bogom krowy i ukryły w jaskini Wala za rzeką Rasa.
W zależności od wersji mitu pokonani przez:
- Agniego i Somę (RV I,93,4)
- Indrę przy pomocy angirasów, Bryhaspatiego i Saramy (RV X,67,3)
- Bryhaspatiego i angirasów
- samych angirasów

Mit jest interpretowany jako wspomnienie walk Ariów z plemieniem Panjów utożsamianych z Parnami lub jakimś ludem drawidyjskim.